# (6984) Lewiscarroll
(6984) Lewiscarroll ist ein Asteroid des äußeren Hauptgürtels, der am 4. Januar 1994 von den japanischen Astronomen Hitoshi Shiozawa und Takeshi Urata an der Sternwarte von Fujieda (IAU-Code 898) in der japanischen Präfektur Shizuoka entdeckt wurde.
Der Asteroid wurde am 2. Februar 1999 nach dem britischen Schriftsteller des viktorianischen Zeitalters, Fotograf, Mathematiker und Diakon Lewis Carroll (1832–1898) benannt, der die Kinderbücher Alice im Wunderland, Alice hinter den Spiegeln (oder Alice im Spiegelland) und The Hunting of the Snark verfasste.